# Xyloskenea xenos
Xyloskenea xenos is een slakkensoort uit de familie van de Skeneidae. De wetenschappelijke naam van de soort is voor het eerst geldig gepubliceerd in 2010 door Hoffman, Van Heugten & Lavaleye.